# Saab 9-7X
Saab 9-7X är en SUV-modell från Saab tillverkad år 2005-2008.
9-7X baserades på GMs bottenplatta GMT-360 som den delar med Chevrolet Trailblazer, Buick Rainier, Oldsmobile Bravada, Isuzu Ascender och GMC Envoy. Tillsammans med dessa såldes den endast på vissa marknader, exempelvis den nordamerikanska, för att där konkurrera med bland andra Volvo XC90, BMW X5 och Mercury Mountaineer. I Sverige såldes modellen endast genom importfirmor. Den största svenska Saab-återförsäljaren Svenska Bil AB tog in ett antal exemplar våren 2007. 
Under 2003 var en grupp personer från Saabs svenska designavdelning stationerad i Detroit för att genomföra det nödvändiga designarbetet att konvertera GMT360 till en typisk Saab. Formgivningen gjordes av Lars Falk i samarbete med de amerikanska konstruktörerna John E. Zelenak (interiör) och Rohan Saparamdu (exteriör).
Modellen var delvis en ersättare för Oldsmobile Bravada som togs ur produktion när 9-7X lanserades. 
Tillverkningen av Saab 9-7X avslutades 2008 och ersattes av Saab 9-4X under 2011. 
Bilen har tre motoralternativ: En rak, 6-cylindrig motor på 4,2 liter med 275 hästkrafter och 290 hästkrafter från och med årsmodell 2006. En V8 från GM på 5,3 liter med 300 hästkrafter. Från och med modellåret 2008 heter toppmodellen Aero och har en V8 på 6 liter med 390 hästkrafter, som kommer ifrån Chevrolet Corvette. 
Till och med årsmodell 2006 hette den 6-cylindriga modellen Linear och den 8-cylindriga Arc.
Modellen byggdes i Dayton i Ohio i USA. 20417 bilar av modellen producerades.

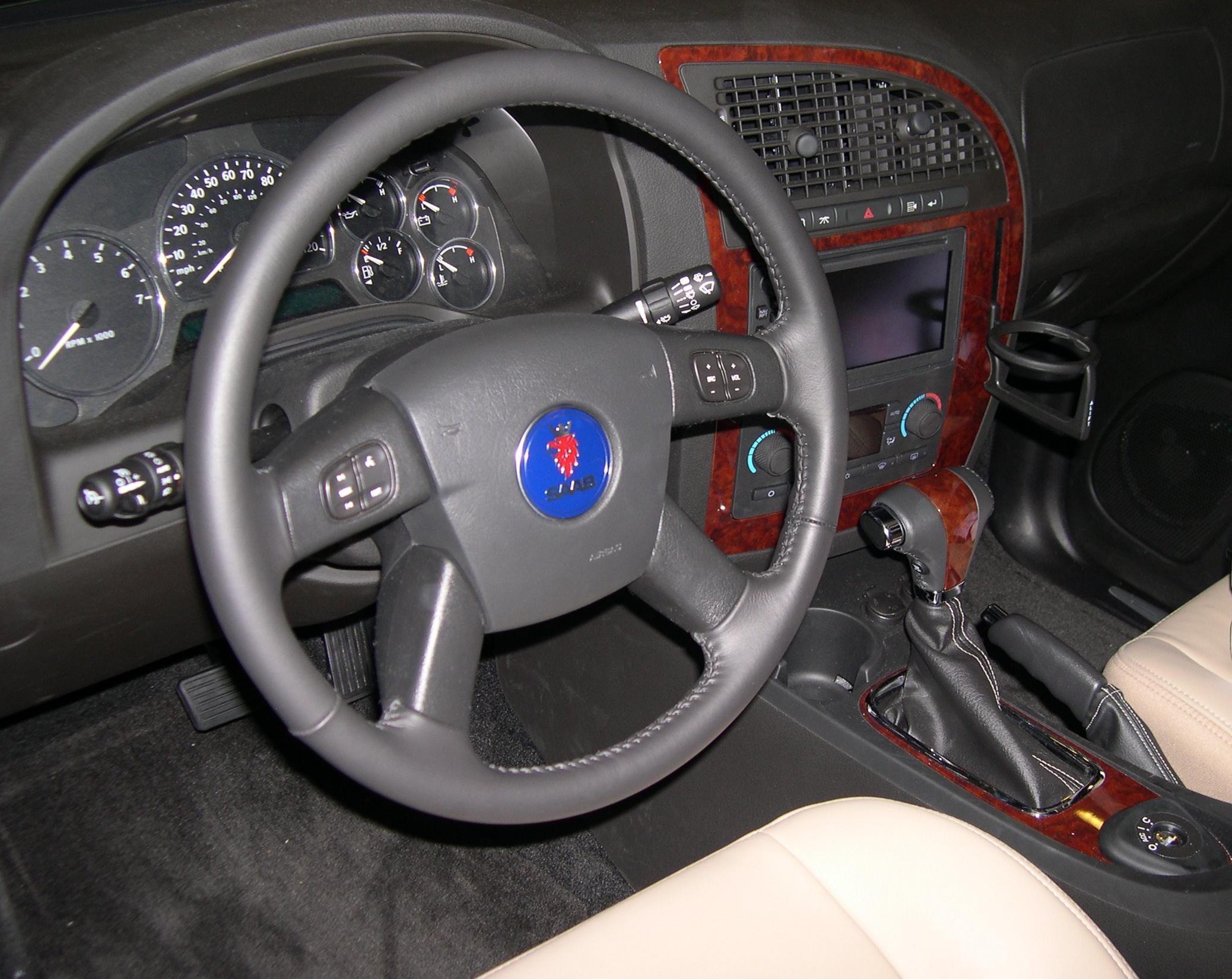
Inredningen ritades för att likna övriga Saabmodeller.